# 六甲基碲
六甲基碲是一种有机碲化合物，化学式为(CH3)6Te。它与1990年被发现。它可由cis-四甲基二氟化碲和二甲基锌或甲基锂反应制得：
{\displaystyle {\ce {(CH3)4TeF2 + Zn(CH3)2 -> (CH3)6Te + ZnF2}}}
它在140 °C以下稳定；它和溴反应生成四溴化碲和溴甲烷：
{\displaystyle {\ce {(CH3)6Te + 5 Br2 -> TeBr4 + 6 CH3Br}}}